# Blas Magyar
Blas Magyar (en húngaro: Magyar Balázs; ¿?-1490), comandante militar húngaro del siglo XV. Voivoda de Transilvania (1472-1475). Padre de Benigna Magyar, la cual fue tomada como esposa por el guerrero Pablo Kinizsi. 

## Biografía
Se desconoce el año o su lugar de nacimiento. Según algunas fuentes, Blas Magyar era de origen serbio, como la familia de los Kinizsi. Otras fuentes fijan sus orígenes en la ciudad de Mera, junto a Kolozsvár, en Transilvania. De esta manera, heredó su nombre también. Esta segunda versión fundamenta asimismo la leyenda de que originalmente provenía de una familia de siervos. Magyar comenzó su carrera militar bajo el mando del conde húngaro Juan Hunyadi, un famoso guerrero de su época. Cuando el hijo de Hunyadi, Matías Corvino, fue elegido rey de Hungría, Magyar continuó su servicio militar destacándose como un prometedor soldado al que se le confiaron varias campañas contra los husitas en Bohemia.
En 1462 Magyar llegó a ser el capitán general de los ejércitos húngaros de las regiones del Norte, y ocho años después se le confió la defensa de las fronteras meridionales del reino contra los turcos otomanos invasores. Entre 1470 y 1472, así como entre 1473 y 1474, y 1482 1483 fue ban (título) de la región de Eslavonia y Croacia, posteriormente vaivoda de Transilvania entre 1473 y 1475. Apoyó al vaivoda de Moldavia y en 1479 trató de defender fallidamente la isla de Veglia contra los venecianos. En 1480 Magyar recuperó Otranto para el rey húngaro.
Recibió del monarca húngaro territorios en Trenčín y a lo largo del Danubio, los cuales fueron heredados por el esposo de su hija Benigna, Pablo Kinizsi. También tuvo en propiedad el territorio de Nagyvázsony, en el cual fundó un monasterio en 1481 juntamente con Kinizsi.